# Maintirano (stad)
Ihosy is de hoofdstad van de regio Melaky in Madagaskar gelegen aan de westkust.

## Geschiedenis
Tot 1 oktober 2009 lag Maintirano in de provincie Mahajanga. Deze werd echter opgeheven en vervangen door de regio Melaky. Tijdens deze wijziging werden alle autonome provincies opgeheven en vervangen door de in totaal 22 regio's van Madagaskar.

## Infrastructuur
Naast het basisonderwijs biedt de stad zowel middelbaar als hoger onderwijs aan. De stad beschikt tevens over haar eigen ziekenhuis en een gerechtsgebouw.

## Economie
Landbouw biedt werkgelegenheid aan 35% van de beroepsbevolking. Het belangrijkste gewas in Maintirano zijn bananen, terwijl andere belangrijke producten maïs, rijst en zoete aardappelen betreffen. In de industriële en dienstensector werkt respectievelijk 0,8% en 10,2% van de bevolking. Daarnaast werkt 55% van de bevolking in de visserij.

## Geboren
- Paulin Voavy (1987), Malagassisch voetballer